# Ḩeydar Bāghī
Ḩeydar Bāghī (persiska: حیدر باغی) är en ort i Iran.   Den ligger i provinsen Västazarbaijan, i den nordvästra delen av landet, 400 km väster om huvudstaden Teheran. Ḩeydar Bāghī ligger 1 745 meter över havet och antalet invånare är 437.
Terrängen runt Ḩeydar Bāghī är huvudsakligen kuperad. Ḩeydar Bāghī ligger nere i en dal. Runt Ḩeydar Bāghī är det ganska glesbefolkat, med 22 invånare per kvadratkilometer. Närmaste större samhälle är Z̧āher Kandī, 19,9 km sydväst om Ḩeydar Bāghī. Trakten runt Ḩeydar Bāghī består i huvudsak av gräsmarker.